# 丙戊酰脲
丙戊酰脲（英語：Apronal or Apronalide），又名烯丙基异丙基乙酰脲（英語：Allylisopropylacetylurea or Allylisopropylacetylcarbamide），商品名司眠脲（Sedormid）等，是一种酰脲类镇静催眠药物，由霍夫曼-罗氏公司于1926年合成。尽管丙戊酰脲并非巴比妥类药物，它的化学结构与巴比妥类药物相似（它是一个开链脲，而不是杂环化合物）。据此，它的作用机制与巴比妥类药物相似，但药效较弱（以前用作日间镇静剂，每3至4小时服用1至2克）。由于发现丙戊酰脲会导致患者出现血小板减少性紫癜后，该药物已被撤出临床使用。
除日本外，含有丙戊酰脲的药物已不再使用。值得注意的是，澳大利亚治疗商品管理局于2023年5月发布了安全警报，禁止在澳大利亚销售、供应和使用日本EVE品牌产品，原因是其存在危险的副作用。